# Radibor
Radibor, in alto sorabo Radwor, è un comune di 3.471 abitanti della Sassonia, in Germania.
Appartiene al circondario (Landkreis) di Bautzen (targa BZ).